# Джек Кетчам
Джек Кетчам (англ. Jack Ketchum, настоящее имя Даллас Мэйр (англ. Dallas Mayr); 10 ноября 1946 — 24 января 2018) — американский писатель в жанре ужасов. Бывший актёр, педагог, литературный агент и продавец пиломатериалов.
За прошедшие годы Кетчам получил многочисленные Премии Брэма Стокера за такие работы, как «The Box», «Closing Time, and Peaceable Kingdom», а его рассказ «Gone» был номинирован на Премию Брэма Стокера 2000 года в категории Best Short Fiction. По нескольким его работам были сняты художественные фильмы, в том числе «The Lost», «The Girl Next Door» и «Red».

## Экранизации произведений
- The Lost (2005)
- Девушка по соседству / The Girl Next Door (2007)
- Red (2008)
- Offspring (2009)
- Женщина / The Woman (2011)